# The Devil's Backbone
The Devil's Backbone (spansk originaltitel El Espinazo del Diablo) är en spansk/mexikansk skräckfilm från 2001, regisserad av Guillermo del Toro. Det är en brutal spökhistoria som utspelar sig under spanska inbördeskriget, och manus är skrivet av del Toro, Antonio Trashorras och David Muñoz, samt producerad av del Toro och Pedro Almodóvar. Del Toro har under en kommentar i DVD-utgåvan av filmen sagt att hans film Pans labyrint från 2006 är en andlig efterföljare till El Espinazo del Diablo och att denna film, tillsammans med Hellboy, har engagerat honom mest.

## Rollista
| Marisa Paredes      | – Carmen      |
| Eduardo Noriega     | – Jacinto     |
| Federico Luppi      | – Dr. Casares |
| Fernando Tielve     | – Carlos      |
| Íñigo Garcés        | – Jaime       |
| Irene Visedo        | – Conchita    |
| José Manuel Lorenzo | – Marcelo     |
| Francisco Maestre   | – El Puerco   |
| Junio Valverde      | – Santi       |
| Berta Ojea          | – Alma        |
| Adrián Lamana       | – Gálvez      |
| Daniel Esparza      | – Marcos      |